# Dasypteroma oberthuri
Dasypteroma oberthuri är en fjärilsart som beskrevs av Vazquez 1907. Dasypteroma oberthuri ingår i släktet Dasypteroma och familjen mätare. Inga underarter finns listade i Catalogue of Life.